# Ілля I
Ілля I (Іляшко, Ілляш) (рум. Iliaș, 20 липня 1409 — 23 квітня 1448) — найстарший син Ганни Юріївни Коріятович та Олександра І «Доброго») — успадкував Молдовську землю від батька, став єдиним господарем після його смерті.

## Біографія
Штефан II (Стецько) — син Римгайли (Кинегурди, сестри Вітовта), підтримуваний Яґайлом захопив владу у Молдавському князівстві, Ілля був заточений в Сілезькому замку до смерти Яґайла. Римґайла (Кинґерда) намагалась посадити свого сина Штефана II на молдовський трон, за що була втоплена в річці.
Після смерті Александру І  в грудні 1433 року були врегульовані кордони між землями Владислава ІІ Яґайла та Штефана II; Покуття відійшло до Польщі. Шипинська земля між Прутом і Дністром з замками Хмелів, Цецун відійшли до Молдови, Вашківці на Черемоші також, Замостя і Вілавці — до Польщі. Ліс, який звідти простягався (Буковина), залишався за Молдовою.

### Поділ Молдови
1435 року, після смерті Ягайла, до влади прийшов Владислав III Варненчик. В цей час відбувся поділ Молдови на вищу та нижчу між Іллєю I та Штефаном II. Ілля І отримав вищу Волощину (власне Молдову) з Сучавою, Хотином, Яссами. Штефан II отримав нижню частину, яку часом звали Бессарабією разом з Кілією, Білгородом, Тягинею. Ілля I склав в 1436 році присягу на вірність польському королю Владиславу III в Львові, зобов'язався виплачувати щорічну данину. Іллі I був наданий Галицький замок. Польща залишила за собою Шипинську землю з замками Хотин, Хмелів, Цецун (відшкодування збитків, завданих Покуттю під час невдалого нападу Олександра «Доброго»). 1437 року Іллі I були повернені замки Хмелів, Хотин. Штефан II повинен був виплачувати щорічно 5000 червоних злотих.
Штефан ІІ осліпив Іллю I. Дружина Іллі Марія Гольшанська разом з сином Романом II знайшла захист в Польщі, де їй були надані замки Шипинської землі: Хотин, Цецун, Хмелів. 1456 року Марія отримала у володіння Серет, Воловець.